# Hjalmar Andersson
Hjalmar Andersson (Ljusnarsberg, 13 de julho de 1889 – Insjön, 2 de novembro de 1971) foi um atleta sueco especializado em provas de cross-country.
Em Estocolmo 1912, ele foi campeão olímpico do cross-country por equipes, junto com os compatriotas John Eke e Josef Ternström e também conquistou a medalha de prata no cross-country individual.